# Baza sił powietrznych Taszár
Baza lotnicza Taszár (ICAO: LHTA) – lotnisko wojskowe, baza lotnicza w Taszár na Węgrzech, wykorzystywane też w charakterze portu lotniczego.